# Красный паку
Красный паку, или красногрудый паку (лат. Piaractus brachypomus) — вид пресноводных лучепёрых рыб из семейства пираньевых (Serrasalmidae) или (по устаревшей классификации) подсемейства пираньевых (Serrasalminae) семейства харациновых (Characidae).

## Описание
Может достигать в длину 88 см и весить 25 кг. Однако, в аквариуме он растет значительно меньше, порядка 30 см.
Подростковые особи ярко окрашены, у них красная грудь и живот, из-за чего их часто путают с другим видом — плотоядной обыкновенной пираньей (Pygocentrus nattereri). Отличить виды можно по форме зубов: у пираньи они острые (для разрывания плоти), а у паку — похожи на моляры (для перетирания растительной пищи). Считается, что схожесть с пираньей — это попытка мимикрировать под хищный вид, таким образом избежав внимания других хищников.

## В природе
Обитает в Южной Америке, в Амазонке и её притоках, имеет промысловое значение. 
Красный паку всеяден, обладает сильными челюстями. Несмотря на внешнюю схожесть с пираньей, этот вид почти не ест мяса. В природе основной рацион составляют орехи. Растет очень быстро: только за первый год может вырасти до 30 см при максимальной длине взрослых особей до 88 см и весе 25 кг. Максимальная зафиксированная продолжительность жизни 28 лет.

## Содержание в аквариуме
Для нормального содержания требуется аквариум объёмом не менее 200 литров. При надлежащем уходе растут достаточно быстро. Температура воды должна быть +26…+28 °C с хорошей фильтрацией и аэрацией. Для оформления используются только искусственные растения, поскольку рыбы съедают любые растения в аквариуме. Питание должно быть разнообразным, сухой корм с растительными добавками. При разведении необходим живой корм. В аквариуме рост редко достигает 50 см.